# Caucus noir du Congrès

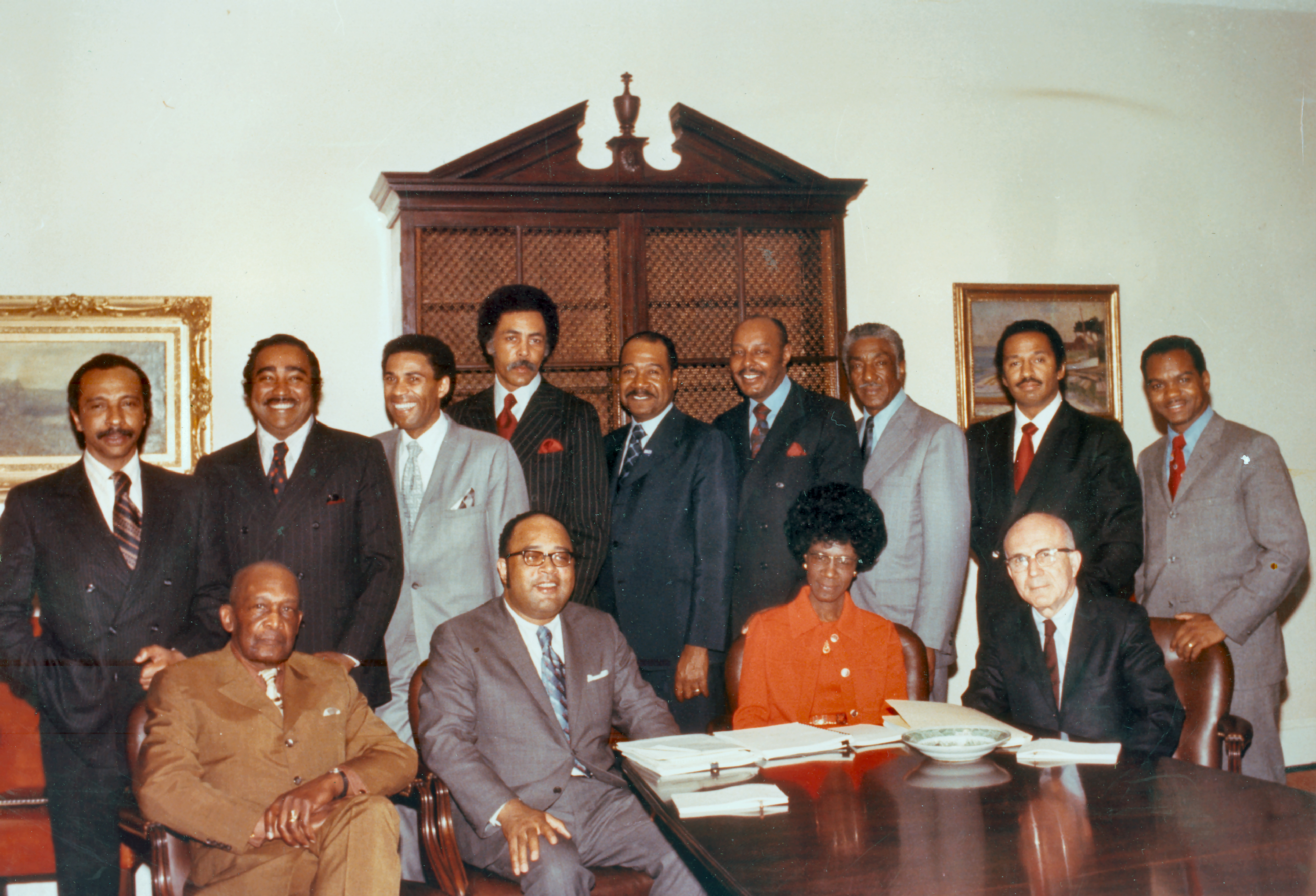
Membres fondateurs du Caucus noir en 1971.

Le Caucus noir du Congrès (en anglais : Congressional Black Caucus) est l'un des caucus du Congrès des États-Unis, qui regroupe les élus afro-américains du Congrès et dont les membres sont donc exclusivement afro-américains. 
Le Caucus noir s'est agrandi avec l'arrivée de plus en plus d'élus noirs au Congrès. En 1971, le Caucus avait 13 membres, en 2017, il en comportait 49, dont deux membres non votants de la Chambre, à savoir le représentant du District de Columbia et le représentant  des îles Vierges.
Dans le 119e congrès, le Caucus noir est présidé par la représentante de New York, Yvette Clarke.

## Au Sénat
Avant sa démission le 16 novembre 2007 après son élection à la présidence, Barack Obama était le seul élu noir du Sénat (les sénateurs sont élus sur l'ensemble d'un État, les représentants sur des circonscriptions plus petites et très souvent plus socialement et ethniquement homogènes). En janvier 2008, de manière unanime, le caucus noir demanda la validation de la nomination pourtant très controversée de Roland Burris comme sénateur de l'Illinois par le gouverneur de l'Illinois Rod Blagojevich en remplacement de Barack Obama (Rod Blagojevich était accusé d'avoir essayé de monnayer cette nomination). Les élus démocrates du Sénat avaient unanimement refusé cette nomination[réf. nécessaire].

## Membres républicains
Bien qu'officiellement non partisan, le Caucus noir est considéré comme proche du Parti démocrate et tend à être un des lobbies de la galaxie démocrate. Seuls quelques républicains noirs ont été élus au Congrès depuis la création du caucus, à savoir le sénateur Edward Brooke du Massachusetts (1967-1979), le représentant Gary Franks (en) du Connecticut (1991-1997), le délégué Melvin H. Evans (en) des îles Vierges américaines (1979-1981), le représentant J. C. Watts (en) de l'Oklahoma (1995-2003), le représentant de la Floride Allen West (2011-2013), le représentant puis sénateur de Caroline du Sud Tim Scott (depuis 2013), le représentant du Texas Will Hurd (2015-2021) et la représentante de l'Utah Mia Love (2015-2019). 
À l'ouverture du 115e congrès en janvier 2017, trois des quatre républicains afro-américains décident de ne pas rejoindre le Caucus noir.

## Présidents
- 1971–1972 : Charles Diggs (MI–13)
- 1972–1974 : Louis Stokes (en) (OH–21)
- 1974–1976 : Charles Rangel (NY–19)
- 1976–1977 : Yvonne Brathwaite Burke (CA–28)
- 1977–1979 : Parren Mitchell (MD–7)
- 1979–1981 : Cardiss Collins (IL–7)
- 1981–1983 : Walter Fauntroy (DC at-large)
- 1983–1985 : Julian Dixon (CA–28)
- 1985–1987 : Mickey Leland (en) (TX–18)
- 1987–1989 : Mervyn Dymally (en) (CA–31)
- 1989–1991 : Ron Dellums (CA–8)
- 1991–1993 : Edolphus Towns (en) (NY–11)
- 1993–1995 : Kweisi Mfume (MD–7)
- 1995–1997 : Donald M. Payne (en) (NJ–10)
- 1997–1999 : Maxine Waters (CA–35)
- 1999–2001 : Jim Clyburn (SC–6)
- 2001–2003 : Eddie Bernice Johnson (TX–30)
- 2003–2005 : Elijah Cummings (MD–7)
- 2005–2007 : Mel Watt (en) (NC–12)
- 2007–2009 : Carolyn Cheeks Kilpatrick (en) (MI–13)
- 2009–2011 : Barbara Lee (CA–9)
- 2011–2013 : Emanuel Cleaver (MO–5)
- 2013–2015 : Marcia Fudge (OH–11)
- 2015–2017 : G. K. Butterfield (NC–1)
- 2017–2019 : Cedric Richmond (LA–2)
- 2019-2021 : Karen Bass (CA–37)
- 2021-2023 : Joyce Beatty (OH–3)
- 2023-2025 : Steven Horsford (NV–4)
- Depuis 2025 : Yvette Clarke (NY-11)

## Membres actuels (2021-2023)
| Sénat                       | Sénat | Sénat           | Sénat                                        | Sénat                                |
| Sénateur                    | Parti | Parti           | État                                         | % d'Afro-Américains dans l'État      |
| --------------------------- | ----- | --------------- | -------------------------------------------- | ------------------------------------ |
| Cory Booker                 |       | Parti démocrate | New Jersey                                   | 13,7 %                               |
| Raphael Warnock             |       | Parti démocrate | Géorgie                                      | 6,2 %                                |
| Chambre des représentants   |       |                 |                                              |                                      |
| Représentant                | Parti | Parti           | État – District congressionnel               | % d'Afro-Américains dans le district |
| Alma Adams                  |       | Parti démocrate | Caroline du Nord – 12e                       | 49,0 %                               |
| Colin Allred                |       | Parti démocrate | Texas – 32e                                  | %                                    |
| Karen Bass                  |       | Parti démocrate | Californie – 37e                             | 24,3 %                               |
| Joyce Beatty                |       | Parti démocrate | Ohio – 3e                                    | 32,1 %                               |
| Lisa Blunt Rochester        |       | Parti démocrate | Delaware – at-large                          | 21,4 %                               |
| Sanford Bishop              |       | Parti démocrate | Géorgie – 2e                                 | 50,2 %                               |
| Anthony G. Brown            |       | Parti démocrate | Maryland – 4e                                | 54,2 %                               |
| Jamaal Bowman               |       | Parti démocrate | État de New York – 16e                       | %                                    |
| Shontel Brown               |       | Parti démocrate | Ohio – 11e                                   | 54,2 %                               |
| Cori Bush                   |       | Parti démocrate | Missouri – 1er                               | %                                    |
| G. K. Butterfield           |       | Parti démocrate | Caroline du Nord – 1er                       | 52,1 %                               |
| André Carson                |       | Parti démocrate | Indiana – 7e                                 | 28,3 %                               |
| Sheila Cherfilus-McCormick  |       | Parti démocrate | Floride – 20e                                | 52,9 %                               |
| Yvette Clarke               |       | Parti démocrate | New York – 9e                                | 52,7 %                               |
| Emanuel Cleaver             |       | Parti démocrate | Missouri – 5e                                | 21,3 %                               |
| Jim Clyburn                 |       | Parti démocrate | Caroline du Sud – 6e                         | 15,9 %                               |
| Danny K. Davis              |       | Parti démocrate | Illinois – 7e                                | 54,6 %                               |
| Antonio Delgado             |       | Parti démocrate | État de New York – 19e                       | %                                    |
| Val Demings                 |       | Parti démocrate | Floride – 10e                                | 11,9 %                               |
| Dwight Evans                |       | Parti démocrate | Pennsylvanie – 2e                            | 58,6 %                               |
| Al Green                    |       | Parti démocrate | Texas – 9e                                   | 38,6 %                               |
| Jahana Hayes                |       | Parti démocrate | Connecticut – 5e                             | %                                    |
| Steven Horsford (président) |       | Parti démocrate | Nevada – 4e                                  | %                                    |
| Hakeem Jeffries             |       | Parti démocrate | New York – 8e                                | 56,0 %                               |
| Eddie Bernice Johnson       |       | Parti démocrate | Texas – 30e                                  | 44,6 %                               |
| Hank Johnson                |       | Parti démocrate | Géorgie – 4e                                 | 57,0 %                               |
| Mondaire Jones              |       | Parti démocrate | État de New York – 17e                       | %                                    |
| Robin Kelly                 |       | Parti démocrate | Illinois – 2e                                | 55,5 %                               |
| Brenda Lawrence             |       | Parti démocrate | Michigan – 14e                               | 57,2 %                               |
| Al Lawson                   |       | Parti démocrate | Floride – 5e                                 | 52,7 %                               |
| Barbara Lee                 |       | Parti démocrate | Californie – 13e                             | 19,8 %                               |
| Sheila Jackson Lee          |       | Parti démocrate | Texas – 18e                                  | 38,6 %                               |
| Lucy McBath                 |       | Parti démocrate | Géorgie – 6e                                 | %                                    |
| Donald McEachin             |       | Parti démocrate | Virginie – 4e                                | 31,4 %                               |
| Gregory Meeks               |       | Parti démocrate | New York – 5e                                | 51,0 %                               |
| Kweisi Mfume                |       | Parti démocrate | Maryland – 7e                                | %                                    |
| Gwen Moore                  |       | Parti démocrate | Wisconsin – 4e                               | 33,7 %                               |
| Joe Neguse                  |       | Parti démocrate | Colorado – 2e                                | %                                    |
| Ilhan Omar                  |       | Parti démocrate | Minnesota – 5e                               | %                                    |
| Donald Payne Jr.            |       | Parti démocrate | New Jersey – 10e                             | 53,4 %                               |
| Ayanna Pressley             |       | Parti démocrate | Massachusetts – 7e                           | %                                    |
| Cedric Richmond             |       | Parti démocrate | Louisiane – 2e                               | 62,9 %                               |
| Bobby Rush                  |       | Parti démocrate | Illinois – 1er                               | 51,3 %                               |
| Bobby Scott                 |       | Parti démocrate | Virginie – 3e                                | 57,2 %                               |
| David Scott                 |       | Parti démocrate | Géorgie – 13e                                | 54,2 %                               |
| Terri Sewell                |       | Parti démocrate | Alabama – 7e                                 | 64,1 %                               |
| Marilyn Strickland          |       | Parti démocrate | Washington – 10e                             | %                                    |
| Bennie Thompson             |       | Parti démocrate | Mississippi – 2e                             | 65,2 %                               |
| Ritchie Torres              |       | Parti démocrate | État de New York – 15e                       | %                                    |
| Lauren Underwood            |       | Parti démocrate | Illinois – 14e                               | %                                    |
| Marc Veasey                 |       | Parti démocrate | Texas – 33e                                  | 15,6 %                               |
| Maxine Waters               |       | Parti démocrate | Californie – 35e                             | 7,1 %                                |
| Bonnie Watson Coleman       |       | Parti démocrate | New Jersey – 12e                             | 17,6 %                               |
| Nikema Williams             |       | Parti démocrate | Géorgie – 5e                                 | %                                    |
| Frederica Wilson            |       | Parti démocrate | Floride – 24e                                | 56,2 %                               |
| Membres non votant          |       |                 |                                              |                                      |
| Eleanor Holmes Norton       |       | Parti démocrate | Washington (district de Columbia) – At-large | 48,8 %                               |
| Stacey Plaskett             |       | Parti démocrate | Îles Vierges des États-Unis – At-large       | 76,2 %                               |